# 张雅卓
张雅卓（1995年7月19日—），中国女演員、歌手，毕业于中央戏剧学院，于2017年开始参演电视剧，曾参演《海棠經雨胭脂透》，《玄门大师》，以及《PTU機動部隊》等作品。2020年，参加腾讯视频选秀节目《创造营2020》。

## 影视作品

### 網絡劇/電視劇
| 首播年份 | 電視劇                       | 角色   |
| 2018     | 玄門大師                     | 風小玉 |
| 2019     | PTU機動部隊(網絡劇)          | 林嘉嘉 |
| 2019     | 海棠經雨胭脂透               | 龍莫婳 |
| 2020     | 戰毒(網絡劇)                 | 吳嘉雯 |
| 2021     | 法醫秦明之無聲的證詞(網絡劇) | 赵雅琳 |
| 2022     | 月歌行(網絡劇)               | 卓秋弦 |
| 待播     | 錦衣十日令(網絡劇)           | 素素   |

### 網絡電影/電影
| 首播年份 | 電影               | 角色   | 備註     |
| 2020     | 七劍下天山之七情花 | 冒涴蓮 | 網絡電影 |
| 2020     | 蜀山2剑魔篇        | 周轻云 | 網絡電影 |

### 綜藝節目
| 首播年份 | 播出平台 | 節目名稱       | 備註               |
| 2020年   | 騰訊視頻 | 《創造營2020》 | 參賽者，排名为54名 |